# Superman: Krypton Coaster
Superman: Krypton Coaster sont des montagnes russes sans sol du parc Six Flags Fiesta Texas, situé près de San Antonio au Texas, aux États-Unis. Ce sont les plus hautes montagnes russes sans sol au monde avec 51,3 mètres et possèdent le 2e plus haut looping vertical du monde (44 mètres).

## Statistiques
- Capacité : 1 600 personnes par heure
- Trains : 3 trains de 8 wagons. Les passagers sont placés par 4 sur un seul rang pour un total de 2 passagers par train.

## Galerie

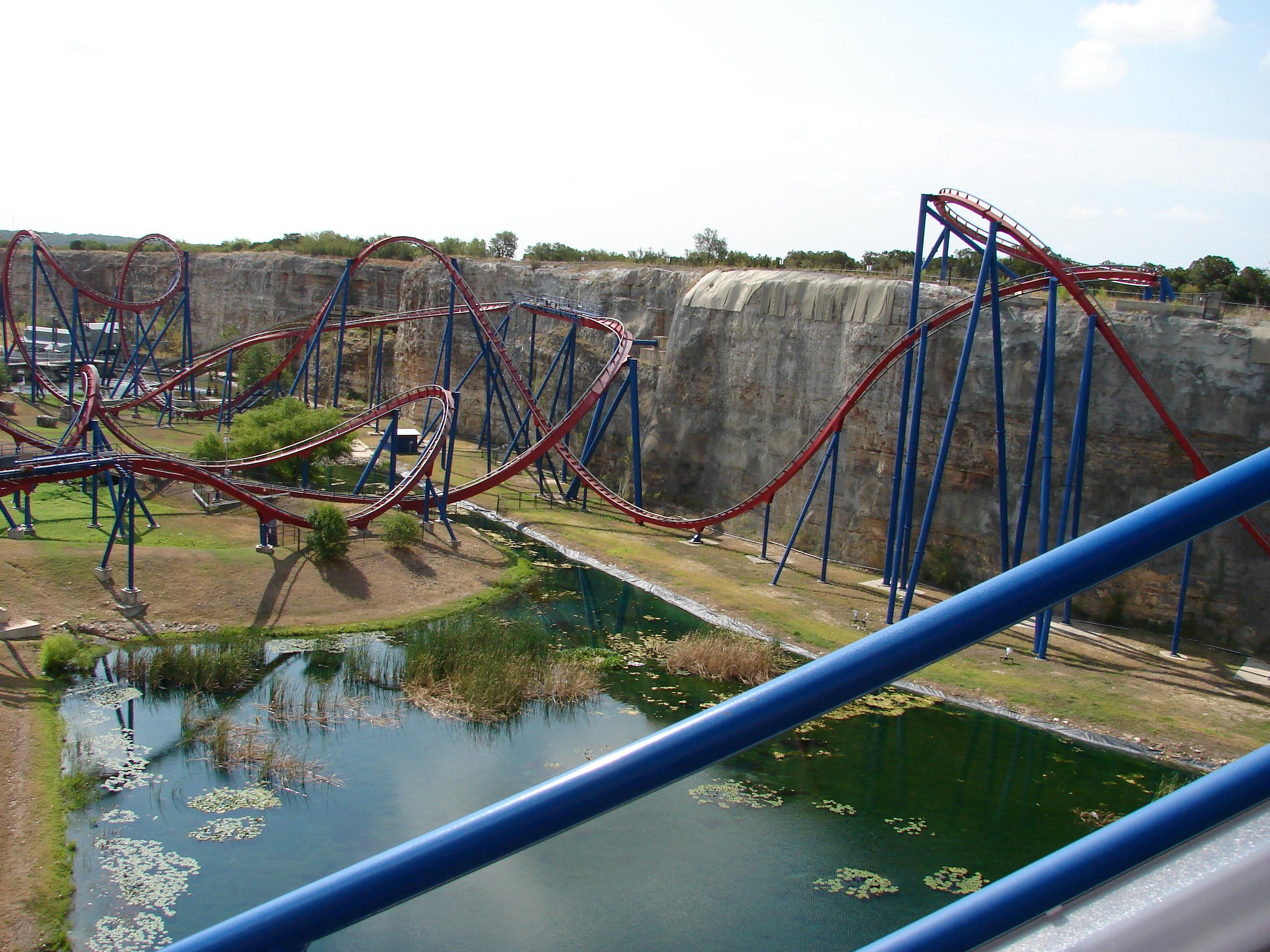
Vue d'ensemble.
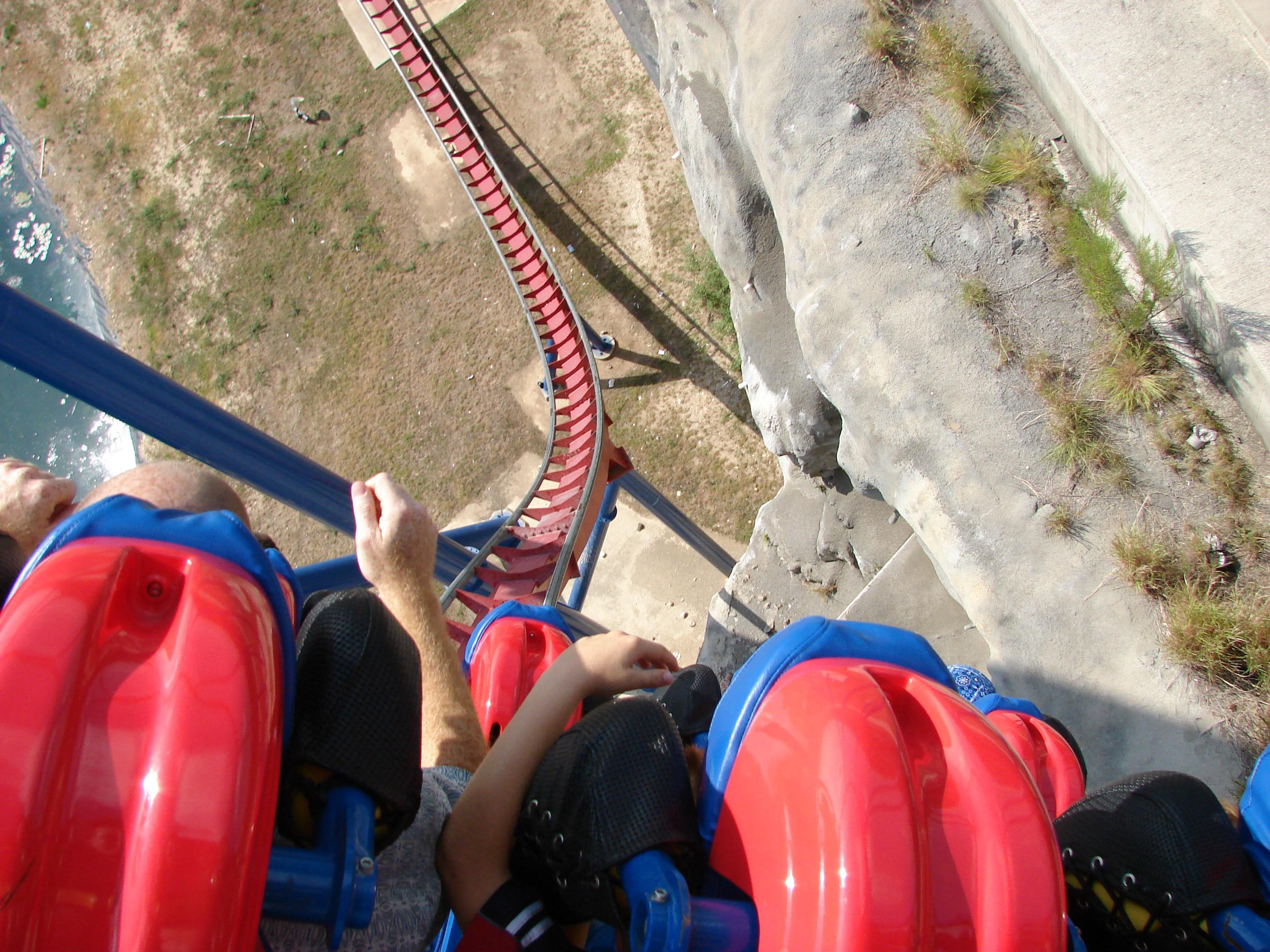
La première descente.
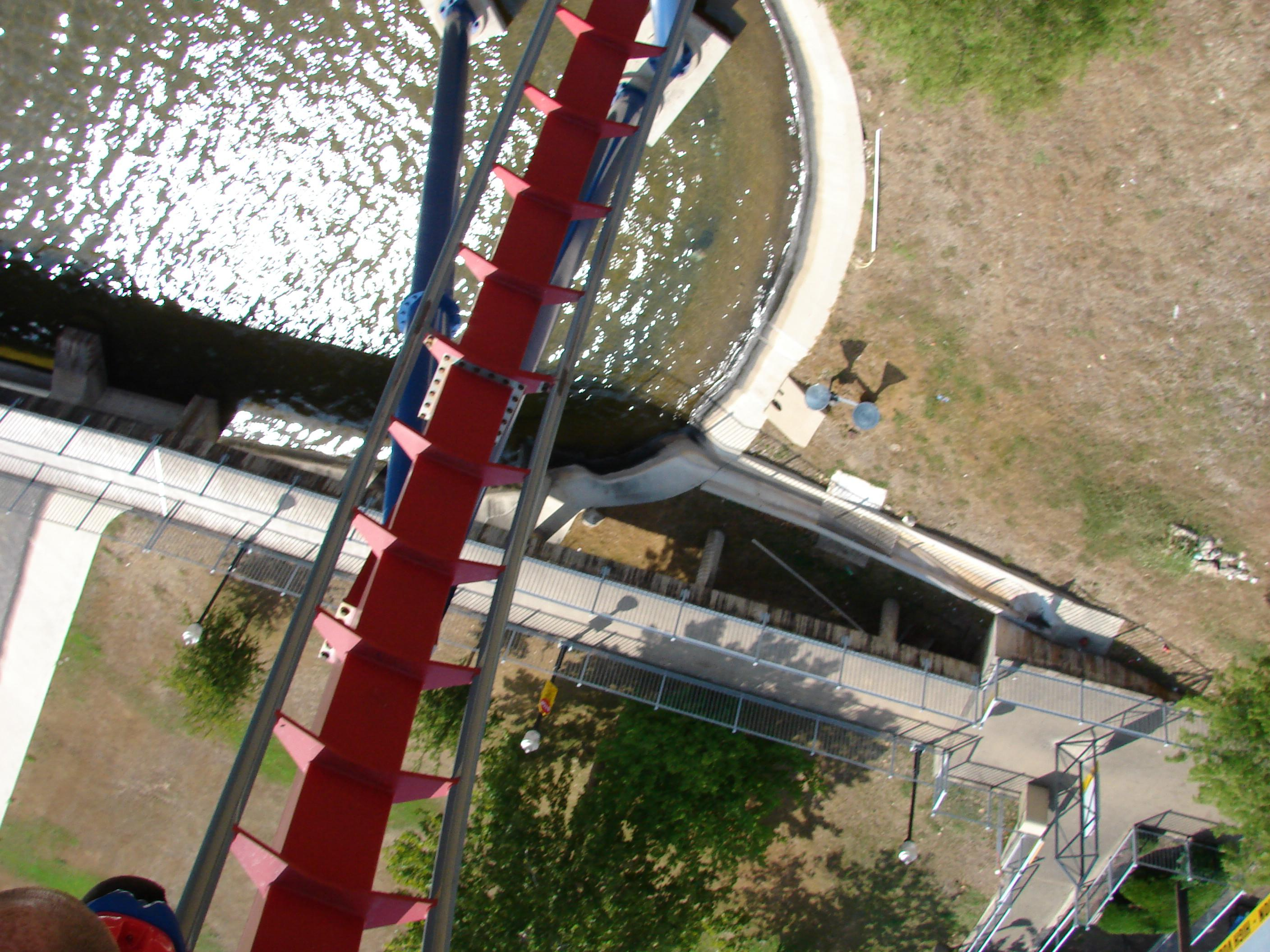
Vue plongeante.
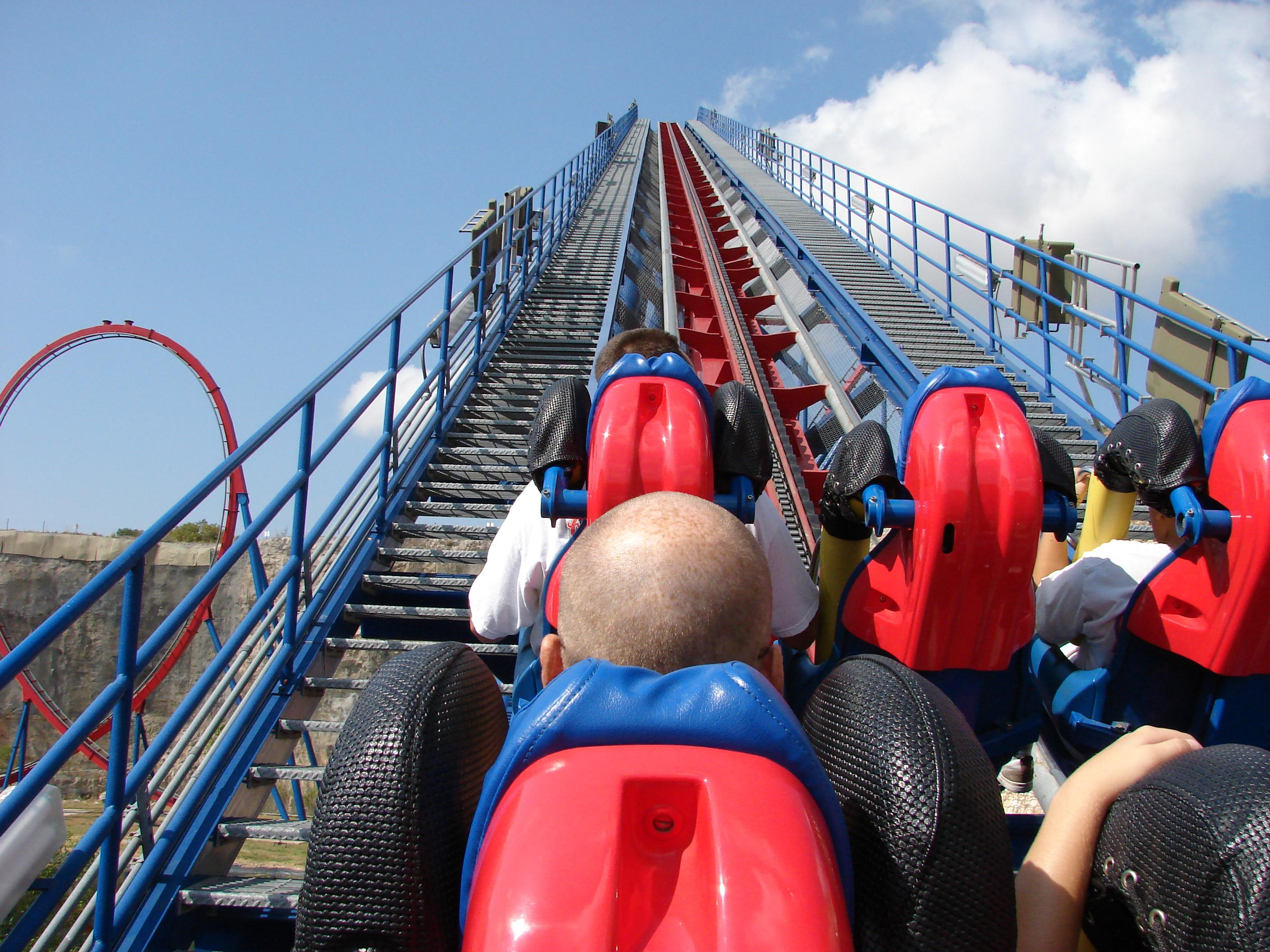
Le lift et le plus haut looping vertical du monde (44 m).